# 아사히가오카역 (미야기현)
아사히가오카역(일본어: 旭ヶ丘駅, あさひがおかえき)은 일본 미야기현 센다이시 아오바구 아사히가오카 3초메에 있는 센다이 시 지하철 난보쿠 선의 역이다. 역 번호는 N 04이다. 부역명은 "히타치 시스템 홀 센다이 앞"이다.

## 역 구조
섬식 승강장 1면 2선의 지하역에서 대합실은 1층, 승강장이 지하 1층이다. 승강장의 서쪽 끝이 하안단구 절벽이기 때문에 지하에 승강장이 있지만 펜스를 통해서 서쪽에 펼쳐진 다이노하라 삼림공원을 볼 수 있다.
지상에는 아사히가오카 버스 터미널(1985년 설치)이 위치한다. 삿포로시 마루야마코엔 역과 마찬가지로 시의 공공 시설의 1층을 버스 대합실의 구조가 되면서 "버스 터미널"의 형태가 많아지고 있으며, 센다이 시 내의 역으로는 드물게 "버스 터미널"로서 운용된다.

### 타는 곳
| 1 | ■ 난보쿠 선 |  | 센다이・도미자와 방면 |  |
| 2 | ■ 난보쿠 선 |  | 이즈미추오 방면       |  |

## 이용 상황
- 2015년도
  - 1일 평균 승차 인원: 6,839명[1]

| 연도 | 1일 평균 승차 인원 |
| ---- | ------------------ |
| 2002 | 7,773              |
| 2003 | 7,621              |
| 2004 | 7,481              |
| 2005 | 7,428              |
| 2006 | 7,318              |
| 2007 | 7,162              |
| 2008 | 7,050              |
| 2009 | 6,703              |
| 2010 | 6,373              |
| 2011 | 5,672              |
| 2012 | 6,526              |
| 2013 | 6,715              |
| 2014 | 6,743              |
| 2015 | 6,839              |

## 역 주변
- 센다이 아사히가오카 우체국
- 히타치 시스템 홀 센다이
- 3M 센다이 시 과학관
- 다이노하라 삼림공원
- 히가시닛폰 방송
- 센다이 시립 아사히가오카 초등학교

## 역사
- 1987년 7월 15일: 영업 개시.
- 2002년: 도호쿠의 역 백선에 선정됨.
- 2010년 1월 30일: 스크린도어 사용 개시.
- 2011년
  - 3월 11일: 동일본 대지진이 발생으로 영업 중단.
  - 3월 14일: 대체 버스가 운행됨.
  - 4월 29일: 난보쿠 선 전 노선 복구에 따라 영업 재개.
- 2014년 12월 6일: 이쿠스카 도입[2].
- 2015년 12월 6일: 부역명 사용 개시.

## 인접역
| 센다이 시 지하철 ■ 난보쿠 선  | 센다이 시 지하철 ■ 난보쿠 선 | 센다이 시 지하철 ■ 난보쿠 선  |
| ----------------------------- | ---------------------------- | ----------------------------- |
| N 03 구로마쓰 이즈미추오 방면 |                              | 다이노하라 N 05 도미자와 방면 |